# Vincent Martinez
Vincent Martinez est un acteur français, frère de l'acteur Olivier Martinez.
Il a été membre du jury de Fantastic'Arts 2006 et du Festival du film d'aventures de Valenciennes en 2008.

## Filmographie
- 1998 : L'École de la chair de Benoît Jacquot : Quentin
- 2000 : La Confusion des genres d'Ilan Duran Cohen : Marc
- 2001 : Les Bœufs-Carottes (série télévisée) (Épisode 2 Saison 6) : Vassilio
- 2001 : Un ange de Miguel Courtois : Samy Pastore
- 2002 : Blanche de Bernie Bonvoisin
- 2002 : Novela (Moyen-métrage) de Cédric Anger
- 2004 : Le Clan de Gaël Morel : le "professeur"
- 2005 : La Trahison de Philippe Faucon : le sous-lieutenant Roque
- 2005 : Écorchés de Cheyenne Carron : Marc
- 2005 : Cavalcade de Steve Suissa : Louis
- 2007 : Sans moi d'Olivier Panchot : le dealer
- 2008 : Chez Maupassant (série télévisée) (Épisode 7 Saison 2 "La Chambre 11") : le commandant Varengelles
- 2010 : Face à la mer (Court-métrage) d'Olivier Loustau : Tonio
- 2014 : Section de recherches (série télévisée) (Épisodes 4, 5, 6, 8 & 9 Saison 8) : Anthony Portal
- 2014 : La Fille du patron d'Olivier Loustau